# 帕尔马德甘迪亚
帕尔马德甘迪亚，是西班牙巴伦西亚自治区巴伦西亚省的一个市镇。总面积14平方公里，总人口1586人（2001年），人口密度113人/平方公里。